# 远行星号
《远行星号》（旧称） 是Fractal Softworks开发、并于2011年发行的单人动作角色扮演游戏。游戏的背景设置在3126年的英仙座星域，玩家指挥由星舰组成的舰队在程序化生成的宇宙中战斗，贸易和探索。
游戏目前仍处于开发阶段。

## 游戏玩法
《远行星号》是一款开放世界单人游戏，玩家在在程序化生成的宇宙中进行战斗，贸易和探索。玩家能够在游戏的过程中选择加入游戏中的7个势力之一，创建自己的势力或是成为赏金猎人。在游戏开始时，玩家可以选择他们的头像、游戏地图的生成种子和游戏地图的生成选项。之后，玩家可以在数个不同的开局中进行选择，以迎合不同的游玩方式。在短暂的教程后，玩家就可以开始自由行动。玩家可以使用鼠标或是自动驾驶在星系地图或是超空间中进行移动，移动的目的地通常是星球和或是其他舰队。移动到星球后，玩家可以选择在开放市场进行贸易，以补充补给，星舰燃料和其他物资，也可以购入或卖出舰船和对舰船的装备进行更改，或是进入酒吧与游戏中的非玩家角色（NPC）进行对话以获取情报和任务，最后，玩家能够选择使用陆战队突袭星球以掠夺物资或是对星球进行轨道轰炸以达到战略目的。若玩家遭遇舰队，则可以选择与之交战。在0.9版本后，玩家将可以建立自己的殖民地。
在玩家游戏的过程中，玩家将随时间的推进通过信息网络获取到各类信息，包括悬赏，任务，舰队动向和战争动态。玩家完成带有奖励的任务将会获得信用点，而信用点在游戏中充当通用货币的角色。游戏拥有一个复杂的贸易系统和简略的殖民地建设系统，通过对这些系统的合理利用以获得利益是游戏的重要玩法之一。
游戏中的大多数星舰都高度可定制，玩家能为星舰选择装配不同的武器和船体插槽，对星舰的定制程度受到装配点数的限制，因此合理分配装配点数来充分挖掘不同星舰的战斗潜能是游戏的乐趣所在。

### 战斗
当玩家的舰队与敌对舰队遭遇后，游戏的界面将发生改变，玩家将从操控整个己方舰队在大地图上进行移动变为操控己方舰队中的一艘指定舰船。此时，玩家将不能直接控制舰队中的其他舰船，只能下达诸如进攻，移动到某地或是撤退之类的命令。在战斗的过程中，玩家将使用鼠标进行瞄准，用WASD进行移动，运用星舰装载的武器对敌方发动进攻或是开启护盾进行防御。不同的武器伤害类型对不同的目标有着不同的伤害效果，为了造成更高的伤害，玩家往往要选择合适的时机使用合适的武器。
若玩家在战斗中获得胜利，玩家将能够获得战利品和打捞敌方受损船只的机会。若玩家战败并全军覆没，游戏将给予玩家几艘基础星舰以重新开始游戏。

## 游戏背景
游戏的背景在游戏中并没有直接给出，并且玩家在游戏背景故事中几乎没有出现，这样做的意图是让玩家自己去挖掘背景故事并创造自己的传奇经历。
游戏故事发生在3126年，人类（在游戏中称之为Domain，即人之领）发明了星门以实现超光速旅行。这种快速旅行的能力标志着一轮星际殖民扩张的黄金时代的开启，而英仙座星区正是数个处于扩张期的星区之一。然而，在游戏开始的206年前，英仙座所有的星门突然停止了运作，英仙座与其他星区失去了联系，更为致命的是，此时的英仙座的大多数殖民地并没有自给自足的能力，严重依靠人之领的补给来推进殖民进程。星门的关闭意味着贸易和补给的中断，英仙座从此陷入了动荡。这一事件被称为“大崩溃”。在游戏开始时，玩家进入了这一星区。而此时这一星区由数个不同的势力把持，每个势力都没有实力统一整个星区。 这些势力是：
- 霸主，霸主的前身是人之领所属的特遣舰队北河三打击力量，在大崩溃后不久他们到达了英仙座。他们认为自己在英仙座范围内是人之领的正统继承者，要求整个星区由进入军事戒严状态并由他们统治直至与人之领再度恢复联络。在游戏中，霸主是实力最强的派系，拥有最多的殖民地。他们的星舰通常是低科技舰船。
- 英仙座联盟，英仙座联盟是一个松散的政治联合体，其成员为了维护自身的独立主权，反对霸主的统治和军事戒严而联合起来。他们使用的星舰多为中科技星舰，且拥有为数众多的小型市场。
- 速子科技 ，速子科技是速子科技公司的残余，而速子科技公司在大崩溃之前是英仙座最强大的科技公司。速子科技出售游戏中能见到的大多数科技，他们通常使用高科技舰船。
- 辛达强权，辛达强权是一个在反霸主起义中诞生的势力。他们被英仙座内的大多数人认为是军事独裁势力。在游戏中，他们是星舰燃料的重要生产者。
- 卢德教会，卢德教会全称为银河救赎教会，是一个政教合一的神权势力。他们批判科技的进步带来了人性的堕落，要求人们回到一个“更简单”的时代。他们通常使用简陋的低科技舰船。
- 卢德左径，卢德左径是一个活跃于英仙座的卢德教派极端恐怖组织。他们认为只有通过武力和毁灭才能实现卢德教义，回到“更简单”的时代。在游戏中，卢德左径与除卢德教会和海盗外的所有势力敌对。
- 海盗，海盗严格来说不是一个势力，而是对赏金猎人，暴徒，掠夺者和恐怖分子的总称，他们没有统一的目标，也没有严格意义上的领袖。在游戏中，打击海盗是赚取信用点的方式之一，海盗与除了卢德左径外的所有势力敌对。[8]

## 开发
游戏由Fractal Softworks开发, 主要开发者是Alexander Mosolov。游戏的Alpha版本于2011年4月29日发布，包含6个战役和一个教程，同时还附带一个简易的Mod工具。Starsector由Java编写，使用了LWJGL程序库。游戏的更新时间已经超过了10年。
截至2021年3月，游戏拥有14个战役，3个战斗教程和战役模式，游戏的内容仍在不断的扩充之中。
游戏拥有一个活跃的玩家社区和数量庞大的自定义模组，这些模组通常包含了游戏功能改进，自定义势力，自定义舰船和武器等。通过使用不同的游戏模组，玩家能获得更丰富的游玩体验。
游戏支持Windows、MacOS和Linux平台。虽然游戏尚未在例如Steam之类的数字游戏平台发售，但开发者说将在游戏“准备完成”时在这些平台上发售。

## 评价
游戏收获了一部分游戏媒体的积极评价，如Rock, Paper, Shotgun在2012年评价道：“（这款游戏）已经达到了顶级水平”。